# Pavlla
Die Pavlla (albanisch Pavla, Pavllë; griechisch Παύλα Pavla) ist ein rund 50 Kilometer langer, kleiner Fluss im äußersten Süden Albaniens. Seine Quelle liegt in den Bergen Nordgriechenlands. Neben der Bistrica ist die Pavlla der einzige nennenswerte Fluss des Landes, der nicht in die Adria, sondern ins Ionische Meer mündet.
Die Pavlla ist rund 50 Kilometer lang und entwässert die südlichste Spitze Albaniens, zudem einige kleine Gebiete in Griechenland. Ihr Einzugsgebiet umfasst 374 Quadratkilometer.
Als Quelle wird ein Bach südlich des Berges Maja e Shtugarës (1759 m ü. A.) auf der albanisch-griechischen Grenze angegeben. Sie gehört zum Bergzug der Mourgana, die sieben Kilometer südöstlich in der Maja e Murganës (1806 m ü. A.) ihren höchsten Punkt hat. Auch das Gebiet nordwestlich der Maja e Shtugarës rund um Leshnica gehört zum Einzugsgebiet der Pavlla. 
Der Oberlauf in Griechenland wird auch Ksantos genannt. Südlich des Dorfes Tsamantas (Τσαμαντάς), das zur Gemeinde Filiates gehört, vereinigen sich die wichtigsten Quellbäche. Ab hier verläuft der Fluss nach Westen, in tiefen Schluchten mehrere Gebirgszüge durchziehend, die ihn von der Meeresküste trennen. Bereits nach etwas mehr als fünf Kilometern, bald nach der ersten Schlucht, ist die Grenze erreicht. Wenige Kilometer danach erfolgt der nächste Durchstich. Danach weitet sich das Tal, und die Pavlla nimmt größere Nebenflüsse von Norden und Süden auf. Beim Dorf Shalës wendet sich die Pavlla gegen Südwesten und durchsticht nochmals einen Gebirgszug. Danach verläuft sie ab dem Dorf Çiflik (nordwestlich von Konispol) nach Nordwesten. Am südlichen Rand der Vrina-Ebene folgt der Fluss auf rund zwölf Kilometern dem Korafi-Hügelzug, um dann zwischen Kap Stilo (Kep i Stilos) und dem Vivar-Kanal, dem Abfluss des Butrintsees, in die Straße von Korfu zu münden.
Das Gebiet um die Mündung ist Teil des Nationalparks Butrint. Die Melioration in der Küstenebene fand Ende der 1950er statt.
Das Einzugsgebiet der Pavlla ist nicht dicht besiedelt. Ein Großteil ist gebirgig. Die Ebenen am Unterlauf werden landwirtschaftlich genutzt, das Wasser des Flusses dient der Bewässerung. Bei Çiflik wird Wasser abgezweigt und in einen kleinen Speichersee beim Dorf Mursia geleitet.